# Ghiacciaio del Principe Filippo
Il ghiacciaio del Principe Filippo (in inglese Prince Philip Glacier) è un ghiacciaio tributario lungo circa 37 km situato nella regione meridionale della Terra di Oates, nell'Antartide orientale. Il ghiacciaio, il cui punto più alto si trova a quasi 2800 m s.l.m., si trova in particolare nei monti Churchill dove ha origine dal nevaio Olsen e fluisce in direzione sud-est fra la dorsale Cobham e la dorsale Holyoake fino a unire il proprio flusso a quello del ghiacciaio Nimrod.

## Storia
Il ghiacciaio del Principe Filippo è stato così battezzato dal Comitato neozelandese per i toponimi antartici (in inglese New Zealand Antarctic Place-Names Committee) in onore del principe Filippo, duca di Edimburgo, marito di Elisabetta II, regina del Regno Unito di Gran Bretagna e Irlanda del Nord e degli altri Reami del Commonwealth.